# ويليام س. كامبل
ويليام س. كامبل (بالإنجليزية: William C. Campbell) هو لاعب غولف أمريكي، ولد في 5 مايو 1923 في هنغتينغتون في الولايات المتحدة، وتوفي في 30 أغسطس 2013.